# Citroën-Kégresse P28
La  Citroën-Kégresse P28 est une automitrailleuse française de l'entre-deux-guerres, produite par Citroën. Elle utilise une formule autochenillée (système Kégresse). Peu satisfaisante, elle est retirée du service actif avant la Seconde Guerre mondiale.

## Historique
Ce véhicule dérive d'un véhicule de ravitaillement monoplace, de taillé réduite et tractant une remorque. Trois tracteurs et deux remorques sont testés en juillet 1931 par la commission d'expérimentation de matériel automobile de Vincennes dans le cadre du programme officiel de « véhicule blindé de ravitaillement d'infanterie type N ». C'est finalement la Renault UE qui sera adoptée par l'Armée et produite en série.
Mais Citroën décide de transformer son autochenille en « engin éclaireur », en ajoutant une tourelle avec une deuxième membre d'équipage,. En octobre 1931, 50 exemplaires sont commandés pour participer aux manœuvres prévues en septembre 1932. Le prototype, peu satisfaisant, est amélioré et un nouveau concept est proposé.
Deux prototypes sont construits, l'un avec un moteur C6 et l'autre avec un moteur K. Équipées d'un propulseur Kégresse P28, les automitrailleuses sont donc nommées P28. Les deux moteurs se révèlent insuffisant et le moteur K doit être peu à peu amélioré. En décembre 1932, l'Armée teste à nouveau le matériel corrigé et conclut que la Citroën-Kégresse répond d'« extrême justesse » au programme de l'automitrailleuse de reconnaissance de la Cavalerie,.
Le moteur K du véhicule reste un problème et doit encore être corrigé une nouvelle fois avant que les véhicules soient acceptés pour le service actif en 1933,.

## Caractéristiques

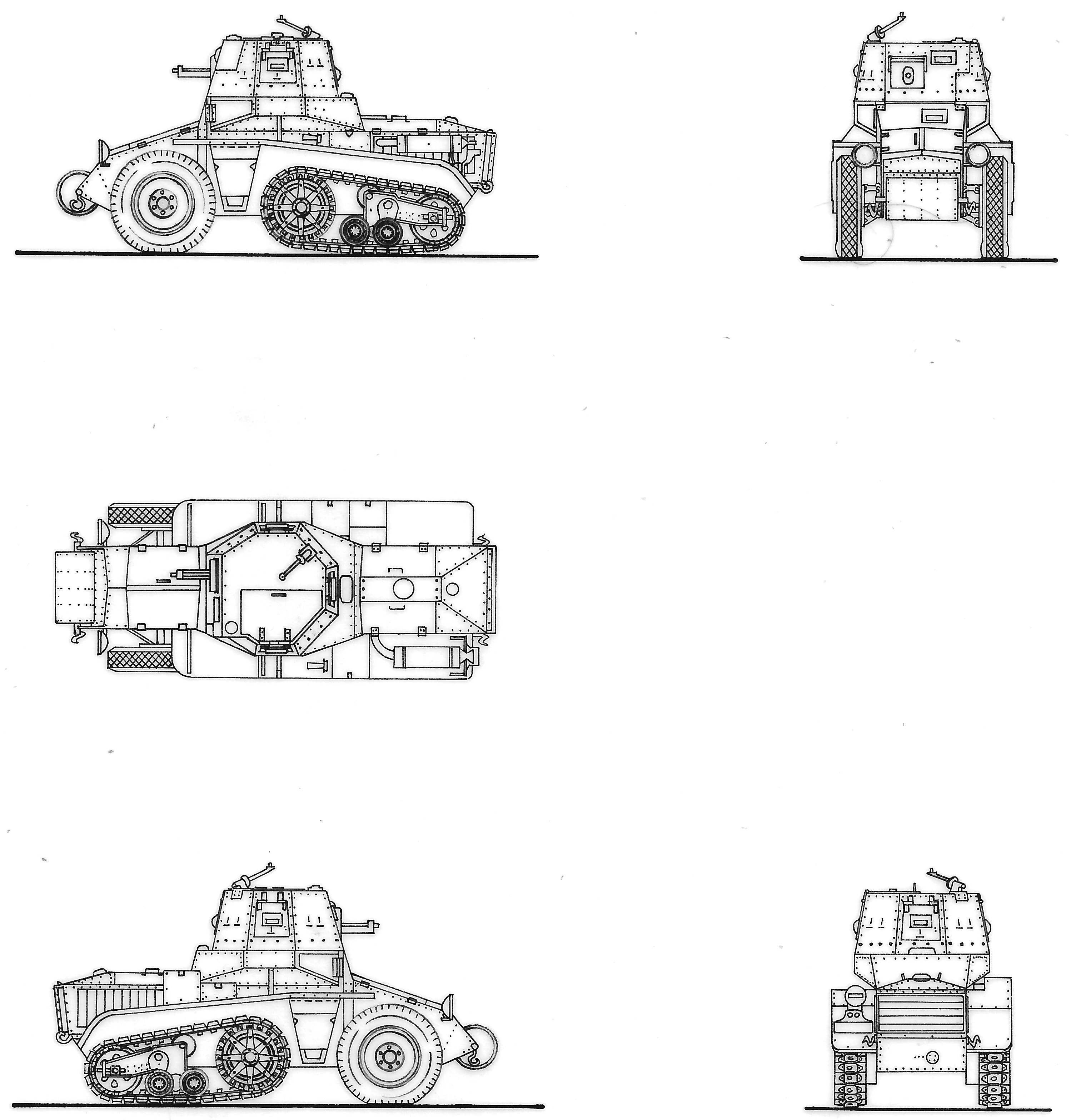
Plan de l'AMR P28.

L'automitrailleuse a un équipage de deux hommes. La tourelle est armée d'une mitrailleuse Reibel de 7,5 mm.

## Service
L'automitrailleuse est admise en service en avril 1933. Sur les cinquante produites, quinze servent dans deux escadrons du 4e groupe d'automitrailleuses et les autres sont dispersées dans différentes unités, comme le 1er bataillon de dragons portés, le 11e régiment de chasseurs à cheval, le 1er groupe d'automitrailleuses ou le 13e régiment de dragons. En 1937, la 3e compagnie du groupe spécial de garde républicaine mobile reçoit des AMR P28, qui sont remplacées l'année suivante par des White TBC pourtant plus anciennes.
Certaines voitures sont encore en service en 1939 et servent pour l'instruction. Quelques-unes reprennent momentanément du service pendant la bataille de France pour des tâches en seconde ligne.
Trois P28 sont commandées en 1933 par la Garde métropolitaine (es) uruguayenne. Premiers blindés uruguayens, ils restent en service jusque dans les années 1950[réf. souhaitée].